# 平壤-元山戰役
平壤-元山戰役是聯合國軍為統一整個朝鮮半島而進行之軍事行動，此戰役令中華人民共和國出兵朝鮮半島。

## 背景及計劃
1950年9月28日，聯合國軍收復漢城（今首爾）後，美國政府授權聯合國軍總司令道格拉斯·麦克阿瑟率軍越過三八線，消滅朝鲜人民軍及攻佔整個朝鮮半島。於是，麦克阿瑟制訂如下計劃：
1. 由沃爾頓·沃克陸軍中將指揮之美國第八軍團沿開城—沙里院一線向西北方向進攻，目標指向平壤；

2. 由尼德·阿爾蒙德陸軍中將指揮、由陸軍和海軍陸戰隊的第10軍（X Corps）在東岸的元山登陸；

3. 之後，兩支部隊沿東西兩線實施夾擊，會合後封閉半島，從而切斷朝鲜人民軍的退路，之後向定州一寧遠一興南一線推進。

4. 美軍第3步兵師則留在后面守衛元山—興南—咸興地區。

當時，聯合國軍的總人數已經超過400,000人，各種飛機1,000多架，軍艦共300多艘。其中第一線的兵力就有4個軍、10個步兵及機械化師、l個步兵旅及l個空降團，共100,000人。之后向鴨綠江邊的滿浦推進。
防守之朝鲜人民軍沿三八線只有不足兩個師之兵力防守，加上新成立之部隊，只有90,000多人。

## 戰況
10月1日，大韓民國國軍第3師越過三八線（該日因此被定為南韓國軍日），向元山推進，於10月3日，攻佔襄阳郡，繼續北進。10月11日，第3師攻佔元山。但朝鲜軍在撤退前在港口佈滿水雷，直至10月26日，海軍才得以在元山港敵人布設的2,000枚水雷中間開辟出一條通道。于是，美國第1海軍陸戰師實施了「非戰鬥登陸」，亦即未遭抵抗的登陸。另外，美軍第7步兵師最初計划繼陸戰隊之后在元山登陸，后來改為在元山以北約一百五十英里處的利原登陸。10月29日在那里登陸后，繼續向鴨綠江邊的惠山市推進。這樣，韓國第l軍團開赴北方，去奪取北朝鮮重要的工業區——興南、威興聯合企業所在地。 
在西海岸，10月2日，麥克阿瑟命令美軍越過三八線，10月7日，美國第8軍團向開城推進，朝鲜人民軍全力抵抗，令第8軍團前進受阻。直至10月15日，聯合國軍加快推進，朝鲜人民軍抵抗轉弱，10月17日，麥克阿瑟指示以滿洲邊界線以南四十至六十英里左右的一條線作為新的最終目標。
10月19日，美軍攻佔平壤。10月20日，美軍第187空降團在平壤以北之肅川各順川地區空降，切斷朝鲜人民軍之退路。

## 結果
聯合國軍越過三八線，令中國出兵朝鮮半島，令韓戰轉為長期戰爭。